# Szenarioanalyse
Die Szenarioanalyse ist eine Analysemethode aus dem Bereich der Betriebswirtschaftslehre (Innovationsmanagement) zur nachvollziehbaren Prognose künftiger Entwicklungen.

## Allgemeines
Der Begriff Szenario stammt aus der Theater- und Filmsprache und wurde 1967 von Herman Kahn und Anthony J. Wiener in die Futurologie und die Wirtschaftswissenschaften eingeführt. Sie definieren Szenario als „a hypothetical sequence of events constructed for the purpose of focussing attention on causal processes and decision points“. Beide Autoren verstehen mithin die Szenarioanalyse als eine synthetische Abfolge von Ereignissen, die die Aufmerksamkeit auf Prozesse und Entscheidungserfordernisse lenken soll. Im Rahmen der Szenarioanalyse werden die Auswirkungen einzelner veränderlicher Variablen auf ein bestimmtes Portfolio analysiert.
Die Grundidee der Szenarioanalyse liegt darin, Faktoren (das so genannte Gestaltungsfeld) zu identifizieren, welche die Zukunft des Untersuchungsgegenstandes (das Szenariofeld) beeinflussen, z. B. Übertragungsbandbreiten, Bevölkerungsentwicklung oder Onlinezugang in der Bevölkerung. Anschließend werden die Entwicklung bzw. die Entwicklungsmöglichkeiten dieser Faktoren prognostiziert, um aus den möglichen Entwicklungslinien der Faktoren kombinatorisch Zukunftsszenarien zu erstellen.
Nach Reduktion der Szenarien durch Ausschluss inkonsistenter Kombinationen (z. B. täglich 24 Stunden Sonnenschein und gleichzeitig massive Niederschläge), Zusammenfassung ähnlicher Szenarien und Auswahl besonders interessanter Szenarien (z. B. Best Case, Worst Case und wahrscheinlichste Entwicklung) lassen sich für jedes der verbleibenden Szenarien die Auswirkungen auf den eigentlichen Untersuchungsgegenstand ausmalen. Das Ausmalen, die visionäre Kraft eines Szenarios, darf vor allem bei der Präsentation vor dem Auftraggeber nicht vergessen werden, da es die bisher ermittelte Zahlenwüste fassbar gestaltet.

## Vorgehensweise
1. Vorbereitung: Zunächst steht die Abgrenzung des Untersuchungsgegenstandes (Gestaltungs- und Szenariofeld) und eine grobe Analyse der Ist-Situation.
2. Analyse: Nach Ermittlung der Einflussfaktoren, welche (wahrscheinlich) die zukünftige Entwicklung des Untersuchungsgegenstands beeinflussen, werden daraus wesentliche Einflussfaktoren extrahiert und ausreichend Informationen über deren künftige Entwicklungsrichtung gesammelt.
3. Prognostik: Operationalisierung der Schlüsselfaktoren, Messung der Ist-Situation und Entwicklung möglicher Projektionen (Entwicklungsmöglichkeiten ohne Angabe von Eintrittswahrscheinlichkeiten) oder Vorhersagen (Entwicklungen mit quantifizierbarer Eintrittswahrscheinlichkeit). Die Einflussfaktoren werden anschließend zueinander in Beziehung gesetzt und mögliche Vernetzungen identifiziert.
4. Bildung von Szenarien: Nun werden mehrere mögliche Szenarien ausgearbeitet (Kombination der Faktoren zu Rohszenarien, Entfernen inkonsistenter Szenarien). Je nach Interesse wird z. B. ein Szenario hauptsächlich die positiven Entwicklungsmöglichkeiten berücksichtigen, ein anderes hauptsächlich die negativen. Ein Drittes geht von der wahrscheinlichen Entwicklung aus. Danach werden Störungen eingeführt, die außerhalb von der erwarteten Entwicklung liegen und mögliche Gegenmaßnahmen ausgearbeitet.
5. Transfer: Schließlich werden die Szenarien auf den Untersuchungsgegenstand übertragen und es wird eine Strategie erarbeitet. Diese sollte die wahrscheinlichste Entwicklungsmöglichkeit unterstützen und zugleich die anderen Situationen berücksichtigen (Eventuell- und Robustplanung, z. B. Alternativ-Strategien beim Eintritt bestimmter Entwicklungen). In einer Auswirkungsanalyse in der Strategien und Szenarien in einer Matrix betrachtet werden („was passiert wenn ich Strategie 1..n verwende und Szenario 1..m eintritt“) lassen sich geeignete Strategien ermitteln.

Ein kritischer Schritt der Analyse stellt die Ermittlung der Schlüsselfaktoren und die Verdichtung der Szenarien dar. Da hier harte Qualitätskriterien fehlen kann der Forscher grundsätzlich Einfluss auf die Ergebnisse nehmen (bewusst wie unbewusst).
Der Erfolg der Szenarioanalyse hängt wesentlich von der Fach- und Methodenkompetenz der Beteiligten ab, ebenso von der Qualität der verwendeten Daten. Notwendig ist die Fähigkeit komplex und vernetzt zu denken und auch die ermittelten Daten entsprechend zu erfassen. Zur Unterstützung existiert eine Reihe von Softwarepaketen.

## Nachteile
Die Methode ist sehr aufwändig – nicht zuletzt deshalb, weil jeder betrachtete Schlüsselfaktor die Anzahl der Rohszenarien vervielfacht. Verglichen mit einer Expertenbefragung ist die detaillierte Analyse langwieriger und sie erfordert großen personellen und finanziellen Aufwand. Trotzdem kann sie keine sicheren Ergebnisse garantieren, sondern nur vage verschiedene Szenarien präsentieren. Je nach wissenschaftlichem Anspruch können für die Szenarien nicht einmal konkrete Wahrscheinlichkeiten angegeben werden.
Extrem-Ereignisse (Wild Cards) wie Kriege, massive politische Veränderungen (z. B. Deutsche Wiedervereinigung) oder sehr unwahrscheinliche Ereignisse (z. B. die Landung Außerirdischer auf der Erde oder eine globale Seuche) lassen sich in der Analyse nicht effizient aufnehmen. Gleichzeitig ist es aber gerade bei längeren Zeiträumen sehr unwahrscheinlich, dass überhaupt keine großen unerwarteten Ereignisse eintreten. Mit den genauen Problemen der Vorhersage zukünftiger Entwicklungen setzt sich die Futurologie auseinander.
Werden nur einzelne Ausgangsszenarien vorgestellt, können diese selbst bei Bemühen um objektive Kriterien und Einflussfaktoren massiv von Interessen der Initiatoren und Biases der Ersteller beeinflusst sein und so zur ‚selbsterfüllenden Prophezeihung‘ werden, insbesondere wenn Stakeholder selbst mit der betrachteten Branche oder dem sonstigen Untersuchungsfeld verbunden sind.